# Lista de campeões da Taça UEFA e da Liga Europa da UEFA
Esta é uma lista de campeões da Taça UEFA e da Liga Europa, que é considerada como a segunda mais importante competição europeia de clubes de futebol, somente atrás da Liga dos Campeões. Durante 25 anos de competição, a final foi disputada em dois confrontos, com cada time jogando em seu estádio e no do adversário; entretanto, em 1998, a F.C. Internazionale Milano derrotou a S.S. Lazio em campo neutro, no Parc des Princes em Paris, tendo sido esta a primeira final disputada em uma única partida. O Tottenham Hotspur venceu a competição inaugural de 1972 derrotando o Wolverhampton Wanderers por 3-2.
O Sevilla possui 7 títulos e é o maior campeão do torneio. Real Madrid (1985, 1986) e Sevilla (2006, 2007, 2014, 2015, 2016, 2020, 2023) são os únicos times a vencerem a competição de forma consecutiva. A Espanha é o país que conquistou a competição por mais vezes, onze no total. Borussia Mönchengladbach, Borussia Dortmund, Marseille, Espanyol, Athletic de Bilbao e Benfica são as únicas equipes que perderam mais de uma vez a final.
A Taça das Cidades com Feiras é considerada como a antecessora da Taça UEFA, mas a UEFA não a contabiliza como uma disputa oficial, portanto, os vencedores dessa copa não foram incluídos nessa lista.

## Legenda
| +       | Venceu a partida por ter feito mais gols fora de casa |
| †       | Venceu a partida no tempo extra                       |
| *       | Venceu a partida nos pênaltis após o tempo extra      |
| #       | Venceu a partida com um gol de ouro                   |
| Negrito | Indica o vencedor da competição                       |

## Vencedores

### Duas partidas
| Ano  | País                                                            | Time mandante            | Resultado | Time visitante           | País          | Estádio                  | Local                     | Notas  |
| ---- | --------------------------------------------------------------- | ------------------------ | --------- | ------------------------ | ------------- | ------------------------ | ------------------------- | ------ |
| 1972 | Inglaterra                                                      | Wolverhampton Wanderers  | 1–2       | Tottenham Hotspur        | Inglaterra    | Molineux                 | Wolverhampton, Inglaterra | [ 5 ]  |
| 1972 | Inglaterra                                                      | Tottenham Hotspur        | 1–1       | Wolverhampton Wanderers  | Inglaterra    | White Hart Lane          | Londres, Inglaterra       | [ 5 ]  |
| 1972 | Tottenham Hotspur venceu por 3–2 no conjunto                    |                          |           |                          |               |                          |                           | [ 5 ]  |
| 1973 | Inglaterra                                                      | Liverpool                | 3–0       | Borussia Mönchengladbach | Alemanha      | Anfield                  | Liverpool, Inglaterra     | [ 6 ]  |
| 1973 | Alemanha                                                        | Borussia Mönchengladbach | 2–0       | Liverpool                | Inglaterra    | Bökelbergstadion         | Mönchengladbach, Alemanha | [ 6 ]  |
| 1973 | Liverpool venceu por 3–2 no conjunto                            |                          |           |                          |               |                          |                           | [ 6 ]  |
| 1974 | Inglaterra                                                      | Tottenham Hotspur        | 2–2       | Feyenoord Rotterdam      | Países Baixos | White Hart Lane          | Londres, Inglaterra       | [ 7 ]  |
| 1974 | Países Baixos                                                   | Feyenoord                | 2–0       | Tottenham Hotspur        | Inglaterra    | De Kuip                  | Rotterdam, Holanda        | [ 7 ]  |
| 1974 | Feyenoord venceu por 4–2 no conjunto                            |                          |           |                          |               |                          |                           | [ 7 ]  |
| 1975 | Alemanha                                                        | Borussia Mönchengladbach | 0–0       | Twente                   | Países Baixos | Rheinstadion             | Düsseldorf, Alemanha      | [ 8 ]  |
| 1975 | Países Baixos                                                   | Twente                   | 1–5       | Borussia Mönchengladbach | Alemanha      | Diekman Stadion          | Enschede, Holanda         | [ 8 ]  |
| 1975 | Borussia Mönchengladbach venceu por 5–1 no conjunto             |                          |           |                          |               |                          |                           | [ 8 ]  |
| 1976 | Inglaterra                                                      | Liverpool                | 3–2       | Club Brugge              | Bélgica       | Anfield                  | Liverpool, Inglaterra     | [ 6 ]  |
| 1976 | Bélgica                                                         | Club Brugge              | 1–1       | Liverpool                | Inglaterra    | Olympiastadion           | Bruges, Bélgica           | [ 6 ]  |
| 1976 | Liverpool venceu por 4–3 no conjunto                            |                          |           |                          |               |                          |                           | [ 6 ]  |
| 1977 | Itália                                                          | Juventus                 | 1–0       | Athletic Bilbao          | Espanha       | Stadio Comunale          | Turim, Itália             | [ 9 ]  |
| 1977 | Espanha                                                         | Athletic Bilbao          | 2–1       | Juventus                 | Itália        | San Mamés                | Bilbao, Espanha           | [ 9 ]  |
| 1977 | Juventus venceu por vantagem de gols fora de casa. +            |                          |           |                          |               |                          |                           | [ 9 ]  |
| 1978 | França                                                          | Bastia                   | 0–0       | PSV Eindhoven            | Países Baixos | Stade Armand Cesari      | Bastia, França            | [ 10 ] |
| 1978 | Países Baixos                                                   | PSV Eindhoven            | 3–0       | Bastia                   | França        | Philips Stadion          | Eindhoven, Holanda        | [ 10 ] |
| 1978 | PSV Eindhoven venceu por 3–0 no conjunto                        |                          |           |                          |               |                          |                           | [ 10 ] |
| 1979 | Iugoslávia                                                      | Red Star Belgrade        | 1–1       | Borussia Mönchengladbach | Alemanha      | Stadion Crvena Zvezda    | Belgrado, Iugoslávia      | [ 8 ]  |
| 1979 | Alemanha                                                        | Borussia Mönchengladbach | 1–0       | Red Star Belgrade        | Iugoslávia    | Rheinstadion             | Düsseldorf, Alemanha      | [ 8 ]  |
| 1979 | Borussia Mönchengladbach venceu por 2–1 no conjunto             |                          |           |                          |               |                          |                           | [ 8 ]  |
| 1980 | Alemanha                                                        | Borussia Mönchengladbach | 3–2       | Eintracht Frankfurt      | Alemanha      | Bökelbergstadion         | Mönchengladbach, Alemanha | [ 11 ] |
| 1980 | Alemanha                                                        | Eintracht Frankfurt      | 1–0       | Borussia Mönchengladbach | Alemanha      | Waldstadion              | Frankfurt, Alemanha       | [ 11 ] |
| 1980 | Eintracht Frankfurt venceu por vantagem de gols fora de casa. + |                          |           |                          |               |                          |                           | [ 11 ] |
| 1981 | Inglaterra                                                      | Ipswich Town             | 3–0       | AZ Alkmaar               | Países Baixos | Portman Road             | Ipswich, Inglaterra       | [ 12 ] |
| 1981 | Países Baixos                                                   | AZ Alkmaar               | 4–2       | Ipswich Town             | Inglaterra    | Olympisch Stadion        | Amsterdã, Holanda         | [ 12 ] |
| 1981 | Ipswich Town venceu por 5–4 no conjunto                         |                          |           |                          |               |                          |                           | [ 12 ] |
| 1982 | Suécia                                                          | IFK Göteborg             | 1–0       | Hamburgo                 | Alemanha      | Nya Ullevi               | Gotemburgo, Suécia        | [ 13 ] |
| 1982 | Alemanha                                                        | Hamburgo                 | 0–3       | IFK Göteborg             | Suécia        | Volksparkstadion         | Hamburgo, Alemanha        | [ 13 ] |
| 1982 | IFK Göteborg venceu por 4–0 no conjunto                         |                          |           |                          |               |                          |                           | [ 13 ] |
| 1983 | Bélgica                                                         | Anderlecht               | 1–0       | Benfica                  | Portugal      | Heysel Stadium           | Bruxelas, Bélgica         | [ 14 ] |
| 1983 | Portugal                                                        | Benfica                  | 1–1       | Anderlecht               | Bélgica       | Estádio da Luz           | Lisboa, Portugal          | [ 14 ] |
| 1983 | Anderlecht venceu por 2–1 no conjunto                           |                          |           |                          |               |                          |                           | [ 14 ] |
| 1984 | Bélgica                                                         | Anderlecht               | 1–1       | Tottenham Hotspur        | Inglaterra    | Constant Vanden Stock    | Bruxelas, Bélgica         | [ 15 ] |
| 1984 | Inglaterra                                                      | Tottenham Hotspur        | 1–1       | Anderlecht               | Bélgica       | White Hart Lane          | Londres, Inglaterra       | [ 15 ] |
| 1984 | Tottenham Hotspur venceu por 4–3 na cobrança de pênaltis *      |                          |           |                          |               |                          |                           | [ 15 ] |
| 1985 | Hungria                                                         | Videoton                 | 0–3       | Real Madrid              | Espanha       | Stadion Sóstói           | Székesfehérvár, Hungria   | [ 16 ] |
| 1985 | Espanha                                                         | Real Madrid              | 0–1       | Videoton                 | Hungria       | Santiago Bernabéu        | Madrid, Espanha           | [ 16 ] |
| 1985 | Real Madrid venceu por 3–1 no conjunto                          |                          |           |                          |               |                          |                           | [ 16 ] |
| 1986 | Espanha                                                         | Real Madrid              | 5–1       | FC Köln                  | Alemanha      | Santiago Bernabéu        | Madrid, Espanha           | [ 16 ] |
| 1986 | Alemanha                                                        | FC Köln                  | 2–0       | Real Madrid              | Espanha       | Olympiastadion           | Berlim, Alemanha          | [ 16 ] |
| 1986 | Real Madrid venceu por 5–3 no conjunto                          |                          |           |                          |               |                          |                           | [ 16 ] |
| 1987 | Suécia                                                          | IFK Göteborg             | 1–0       | Dundee United            | Escócia       | Nya Ullevi               | Gotemburgo, Suécia        | [ 13 ] |
| 1987 | Escócia                                                         | Dundee United            | 1–1       | IFK Göteborg             | Suécia        | Tannadice Park           | Dundee, Escócia           | [ 13 ] |
| 1987 | IFK Göteborg venceu por 2–1 no conjunto                         |                          |           |                          |               |                          |                           | [ 13 ] |
| 1988 | Espanha                                                         | RCD Espanyol             | 3–0       | Bayer Leverkusen         | Alemanha      | Estadi de Sarrià         | Barcelona, Espanha        | [ 17 ] |
| 1988 | Alemanha                                                        | Bayer Leverkusen         | 3–0       | RCD Espanyol             | Espanha       | Ulrich Haberland Stadion | Leverkusen, Alemanha      | [ 17 ] |
| 1988 | Bayer Leverkusen venceu por 3–2 na cobrança de pênaltis *       |                          |           |                          |               |                          |                           | [ 17 ] |
| 1989 | Itália                                                          | Napoli                   | 2–1       | VfB Stuttgart            | Alemanha      | Stadio San Paolo         | Nápoles, Itália           | [ 18 ] |
| 1989 | Alemanha                                                        | VfB Stuttgart            | 3–3       | Napoli                   | Itália        | Neckarstadion            | Stuttgart, Alemanha       | [ 18 ] |
| 1989 | Napoli venceu por 5–4 no conjunto                               |                          |           |                          |               |                          |                           | [ 18 ] |
| 1990 | Itália                                                          | Juventus                 | 3–1       | Fiorentina               | Itália        | Stadio Comunale          | Turim, Itália             | [ 9 ]  |
| 1990 | Itália                                                          | Fiorentina               | 0–0       | Juventus                 | Itália        | Stadio Partenio          | Avellino, Itália          | [ 9 ]  |
| 1990 | Juventus venceu por 3–1 no conjunto                             |                          |           |                          |               |                          |                           | [ 9 ]  |
| 1991 | Itália                                                          | Internazionale           | 2–0       | Roma                     | Itália        | San Siro                 | Milão, Itália             | [ 19 ] |
| 1991 | Itália                                                          | Roma                     | 1–0       | Internazionale           | Itália        | Stadio Olimpico          | Roma, Itália              | [ 19 ] |
| 1991 | Internazionale venceu por 2–1 no conjunto                       |                          |           |                          |               |                          |                           | [ 19 ] |
| 1992 | Itália                                                          | Torino                   | 2–2       | Ajax                     | Países Baixos | Stadio delle Alpi        | Turim, Itália             | [ 20 ] |
| 1992 | Países Baixos                                                   | Ajax                     | 0–0       | Torino                   | Itália        | Olympisch Stadion        | Amsterdã, Holanda         | [ 20 ] |
| 1992 | Ajax venceu por vantagem de gols fora de casa. +                |                          |           |                          |               |                          |                           | [ 20 ] |
| 1993 | Alemanha                                                        | Borussia Dortmund        | 1–3       | Juventus                 | Itália        | Westfalenstadion         | Dortmund, Alemanha        | [ 9 ]  |
| 1993 | Itália                                                          | Juventus                 | 3–0       | Borussia Dortmund        | Alemanha      | Stadio delle Alpi        | Turim, Itália             | [ 9 ]  |
| 1993 | Juventus venceu por 6–1 no conjunto                             |                          |           |                          |               |                          |                           | [ 9 ]  |
| 1994 | Áustria                                                         | Casino Salzburg          | 0–1       | Internazionale           | Itália        | Ernst-Happel-Stadion     | Viena, Áustria            | [ 19 ] |
| 1994 | Itália                                                          | Internazionale           | 1–0       | Casino Salzburg          | Áustria       | San Siro                 | Milão, Itália             | [ 19 ] |
| 1994 | Internazionale venceu por 2–0 no conjunto                       |                          |           |                          |               |                          |                           | [ 19 ] |
| 1995 | Itália                                                          | Parma                    | 1–0       | Juventus                 | Itália        | Stadio Ennio Tardini     | Parma, Itália             | [a]    |
| 1995 | Itália                                                          | Juventus                 | 1–1       | Parma                    | Itália        | San Siro                 | Milão, Itália             | [a]    |
| 1995 | Parma venceu por 2–1 no conjunto                                |                          |           |                          |               |                          |                           | [a]    |
| 1996 | Alemanha                                                        | FC Bayern München        | 2–0       | Bordeaux                 | França        | Olympiastadion           | Munique, Alemanha         | [ 22 ] |
| 1996 | França                                                          | Bordeaux                 | 1–3       | Bayern Munich            | Alemanha      | Parc Lescure             | Bordeaux, França          | [ 22 ] |
| 1996 | Bayern Munich venceu por 5–1 no conjunto                        |                          |           |                          |               |                          |                           | [ 22 ] |
| 1997 | Alemanha                                                        | Schalke                  | 1–0       | Internazionale           | Itália        | Parkstadion              | Gelsenkirchen, Alemanha   | [ 23 ] |
| 1997 | Itália                                                          | Internazionale           | 1–0       | Schalke                  | Alemanha      | San Siro                 | Milão, Itália             | [ 23 ] |
| 1997 | Schalke venceu por 4–1 na cobrança de pênaltis*                 |                          |           |                          |               |                          |                           | [ 23 ] |

### Uma partida
| Ano  | País          | Vencedor               | Resultado | Vice-colocado         | País          | Estádio                       | Local                   | Notas  |
| ---- | ------------- | ---------------------- | --------- | --------------------- | ------------- | ----------------------------- | ----------------------- | ------ |
| 1998 | Itália        | Internazionale         | 3–0       | Lazio                 | Itália        | Parc des Princes              | Paris, França           | [ 24 ] |
| 1999 | Itália        | Parma                  | 3–0       | Marseille             | França        | Luzhniki Stadium              | Moscou, Rússia          | [ 25 ] |
| 2000 | Turquia       | Galatasaray İstanbul   | †0–0 *    | Arsenal               | Inglaterra    | Parken Stadium                | Copenhague, Dinamarca   | [b]    |
| 2001 | Inglaterra    | Liverpool              | †5–4 #    | Alavés                | Espanha       | Westfalenstadion              | Dortmund, Alemanha      | [ 27 ] |
| 2002 | Países Baixos | Feyenoord              | 3–2       | Borussia Dortmund     | Alemanha      | De Kuip                       | Roterdã, Holanda        | [ 28 ] |
| 2003 | Portugal      | Porto                  | †3–2 †    | Celtic                | Escócia       | Estádio Olímpico de Sevilla   | Sevilha, Espanha        | [ 29 ] |
| 2004 | Espanha       | Valencia               | 2–0       | Marseille             | França        | Nya Ullevi                    | Gotemburgo, Suécia      | [ 30 ] |
| 2005 | Rússia        | CSKA Moscow            | 3–1       | Sporting CP           | Portugal      | Estádio José Alvalade         | Lisboa, Portugal        | [ 31 ] |
| 2006 | Espanha       | Sevilla                | 4–0       | Middlesbrough         | Inglaterra    | Philips Stadion               | Eindhoven, Holanda      | [ 32 ] |
| 2007 | Espanha       | Sevilla                | †2–2 *    | RCD Espanyol          | Espanha       | Hampden Park                  | Glasgow, Escócia        | [c]    |
| 2008 | Rússia        | Zenit Saint Petersburg | 2–0       | Rangers               | Escócia       | City of Manchester Stadium    | Manchester, Inglaterra  | [ 34 ] |
| 2009 | Ucrânia       | Shakhtar Donetsk       | †2–1 †    | Werder Bremen         | Alemanha      | Şükrü Saraçoğlu               | Istambul, Turquia       | [ 35 ] |
| 2010 | Espanha       | Atlético de Madrid     | †2–1 †    | Fulham                | Inglaterra    | HSH Nordbank Arena            | Hamburgo, Alemanha      | [ 36 ] |
| 2011 | Portugal      | Porto                  | 1–0       | Braga                 | Portugal      | Aviva Stadium                 | Dublin, Irlanda         | [ 37 ] |
| 2012 | Espanha       | Atlético de Madrid     | 3–0       | Athletic Bilbao       | Espanha       | Arena Națională               | Bucareste, Romênia      | [ 38 ] |
| 2013 | Inglaterra    | Chelsea                | 2–1       | Benfica               | Portugal      | Amsterdam Arena               | Amsterdã, Países Baixos | [ 39 ] |
| 2014 | Espanha       | Sevilla                | †0–0 *    | Benfica               | Portugal      | Juventus Stadium              | Turim, Itália           | [d]    |
| 2015 | Espanha       | Sevilla                | 3–2       | Dnipro Dnipropetrovsk | Ucrânia       | National Stadium              | Varsóvia, Polônia       | [ 41 ] |
| 2016 | Espanha       | Sevilla                | 3–1       | Liverpool             | Inglaterra    | St. Jakob-Park                | Basileia, Suíça         | [ 42 ] |
| 2017 | Inglaterra    | Manchester United      | 2–0       | Ajax                  | Países Baixos | Friends Arena                 | Solna, Suécia           | [ 43 ] |
| 2018 | Espanha       | Atlético de Madrid     | 3–0       | Marseille             | França        | Parc Olympique Lyonnais       | Lyon, França            | [ 44 ] |
| 2019 | Inglaterra    | Chelsea                | 4-1       | Arsenal               | Inglaterra    | Bakı Milli Stadionu           | Baku, Azerbaijão        | [ 45 ] |
| 2020 | Espanha       | Sevilla                | 3-2       | Internazionale        | Itália        | RheinEnergieStadion           | Colônia, Alemanha       | [ 46 ] |
| 2021 | Espanha       | Villarreal             | †1–1 *    | Manchester United     | Inglaterra    | Stadion Energa Gdańsk         | Gdańsk, Polónia         | [ 47 ] |
| 2022 | Alemanha      | Eintracht Frankfurt    | †1–1 *    | Rangers               | Escócia       | Estádio Ramón Sánchez Pizjuán | Sevilha, Espanha        | [ 48 ] |
| 2023 | Espanha       | Sevilla                | †1–1 *    | Roma                  | Itália        | Puskás Aréna                  | Budapeste, Hungria      | [ 49 ] |
| 2024 | Itália        | Atalanta               | 3–0       | Bayer Leverkusen      | Alemanha      | Aviva Stadium                 | Dublin, Irlanda         | [ 50 ] |
| 2025 | Inglaterra    | Tottenham Hotspur      | 1–0       | Manchester United     | Inglaterra    | Estádio de San Mamés          | Bilbau, Espanha         | [ 51 ] |

## Resultados por times
| Time                     | Vencedor | Vice-colocação | Anos vencedor                            | Anos vice-colocado |
| ------------------------ | -------- | -------------- | ---------------------------------------- | ------------------ |
| Sevilla                  | 7        | 0              | 2006, 2007, 2014, 2015, 2016, 2020, 2023 | –                  |
| Internazionale           | 3        | 2              | 1991, 1994, 1998                         | 1997, 2020         |
| Juventus                 | 3        | 1              | 1977, 1990, 1993                         | 1995               |
| Liverpool                | 3        | 1              | 1973, 1976, 2001                         | 2016               |
| Tottenham Hotspur        | 3        | 1              | 1972, 1984, 2025                         | 1974               |
| Atlético de Madrid       | 3        | 0              | 2010, 2012, 2018                         | –                  |
| Borussia Mönchengladbach | 2        | 2              | 1975, 1979                               | 1973, 1980         |
| Real Madrid              | 2        | 0              | 1985, 1986                               | –                  |
| IFK Göteborg             | 2        | 0              | 1982, 1987                               | –                  |
| Parma                    | 2        | 0              | 1995, 1999                               | –                  |
| Feyenoord                | 2        | 0              | 1974, 2002                               | –                  |
| Porto                    | 2        | 0              | 2003, 2011                               | –                  |
| Chelsea                  | 2        | 0              | 2013, 2019                               | –                  |
| Eintracht Frankfurt      | 2        | 0              | 1980, 2022                               | –                  |
| Manchester United        | 1        | 2              | 2017                                     | 2021, 2025         |
| Anderlecht               | 1        | 1              | 1983                                     | 1984               |
| Ajax                     | 1        | 1              | 1992                                     | 2017               |
| Bayer Leverkusen         | 1        | 1              | 1988                                     | 2024               |
| PSV Eindhoven            | 1        | 0              | 1978                                     | –                  |
| Ipswich Town             | 1        | 0              | 1981                                     | –                  |
| Napoli                   | 1        | 0              | 1989                                     | –                  |
| FC Bayern München        | 1        | 0              | 1996                                     | –                  |
| Schalke                  | 1        | 0              | 1997                                     | –                  |
| Galatasaray              | 1        | 0              | 2000                                     | –                  |
| Valencia                 | 1        | 0              | 2004                                     | –                  |
| CSKA Moscow              | 1        | 0              | 2005                                     | –                  |
| Zenit St Petersburg      | 1        | 0              | 2008                                     | –                  |
| Shakhtar Donetsk         | 1        | 0              | 2009                                     | –                  |
| Villarreal               | 1        | 0              | 2021                                     | –                  |
| Atalanta                 | 1        | 0              | 2024                                     | –                  |
| Benfica                  | 0        | 3              | –                                        | 1983, 2013, 2014   |
| Marseille                | 0        | 3              | –                                        | 1999, 2004, 2018   |
| Borussia Dortmund        | 0        | 2              | –                                        | 1993, 2002         |
| RCD Espanyol             | 0        | 2              | –                                        | 1988, 2007         |
| Athletic Bilbao          | 0        | 2              | –                                        | 1977, 2012         |
| Arsenal                  | 0        | 2              | –                                        | 2000, 2019         |
| Rangers                  | 0        | 2              | –                                        | 2008, 2022         |
| Roma                     | 0        | 2              | –                                        | 1991, 2023         |
| Wolverhampton Wanderers  | 0        | 1              | –                                        | 1972               |
| Twente                   | 0        | 1              | –                                        | 1975               |
| Club Brugge              | 0        | 1              | –                                        | 1976               |
| Bastia                   | 0        | 1              | –                                        | 1978               |
| Red Star Belgrade        | 0        | 1              | –                                        | 1979               |
| AZ Alkmaar               | 0        | 1              | –                                        | 1981               |
| Hamburg                  | 0        | 1              | –                                        | 1982               |
| Videoton                 | 0        | 1              | –                                        | 1985               |
| FC Köln                  | 0        | 1              | –                                        | 1986               |
| Dundee United            | 0        | 1              | –                                        | 1987               |
| Stuttgart                | 0        | 1              | –                                        | 1989               |
| Fiorentina               | 0        | 1              | –                                        | 1990               |
| Torino                   | 0        | 1              | –                                        | 1992               |
| Casino Salzburg          | 0        | 1              | –                                        | 1994               |
| Bordeaux                 | 0        | 1              | –                                        | 1996               |
| Lazio                    | 0        | 1              | –                                        | 1998               |
| Alavés                   | 0        | 1              | –                                        | 2001               |
| Celtic                   | 0        | 1              | –                                        | 2003               |
| Sporting CP              | 0        | 1              | –                                        | 2005               |
| Middlesbrough            | 0        | 1              | –                                        | 2006               |
| Werder Bremen            | 0        | 1              | –                                        | 2009               |
| Fulham                   | 0        | 1              | –                                        | 2010               |
| Braga                    | 0        | 1              | –                                        | 2011               |
| Dnipro Dnipropetrovsk    | 0        | 1              | –                                        | 2015               |

## Resultados por país
| País          | Nº de vitórias | Nº de vice-colocações |
| ------------- | -------------- | --------------------- |
| Espanha       | 14             | 5                     |
| Inglaterra    | 10             | 9                     |
| Itália        | 10             | 8                     |
| Alemanha      | 7              | 9                     |
| Países Baixos | 4              | 3                     |
| Portugal      | 2              | 5                     |
| Rússia        | 2              | 0                     |
| Suécia        | 2              | 0                     |
| Bélgica       | 1              | 2                     |
| Ucrânia       | 1              | 1                     |
| Turquia       | 1              | 0                     |
| França        | 0              | 5                     |
| Escócia       | 0              | 4                     |
| Áustria       | 0              | 1                     |
| Iugoslávia    | 0              | 1                     |
| Hungria       | 0              | 1                     |